# Kościół Wniebowzięcia Najświętszej Maryi Panny w Żarach
Kościół pw. Wniebowzięcia Najświętszej Maryi Panny w Żarach – rzymskokatolicki kościół parafialny w Żarach, w województwie lubuskim. Należy do dekanatu Żary diecezji zielonogórsko-gorzowskiej.

## Historia
Świątynia została zbudowana w latach 1914-1917 w stylu neogotyckim. Architektem był berliński architekt Wolfgang Wagner. Kościół został wzniesiony z inicjatywy katolickiego księdza Karla Ponsensa. Jest to pierwsza katolicka świątynia zbudowana od podstaw po wprowadzeniu reformacji.

## Wyposażenie

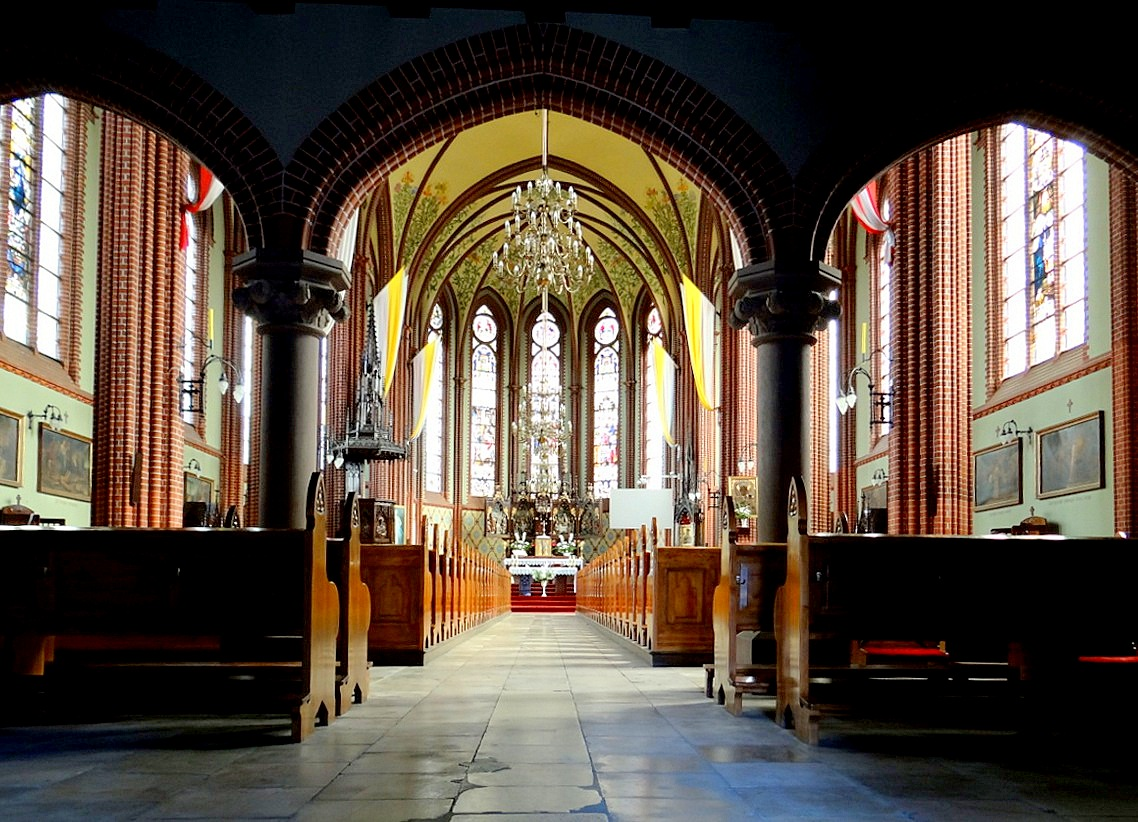
Wnętrze świątyni

Zachowało się oryginalne wyposażenie i wystrój świątyni. Na ołtarzu głównym są przedstawione sceny z życia Maryi oraz ze Starego Testamentu, a na ołtarzu bocznym jest uwieczniona scena podarowania modelu kościoła Chrystusowi. W oknach są umieszczone kolorowe witraże, na sklepieniach znajdują się secesyjnie malowane ornamenty.